# Philipp von Brand zu Neidstein (General, 1796)
Philipp Konrad Friedrich Freiherr von Brand zu Neidstein (* 16. April 1796 auf Schloss Neidstein; † 18. Januar 1870 ebenda) war ein bayerischer Generalleutnant.

## Leben

### Herkunft
Philipp entstammte dem fränkischen Uradelsgeschlecht von Brand. Er war der Sohn des bayerischen Kämmerers Friedrich Freiherr von Brand (1759–1819) und dessen Ehefrau Ludovika, geborene Freiin von Steinling († 1840).

### Militärkarriere
Brand besuchte das Kadettenhaus in München, trat am 17. August 1811 als Junker in das Artillerieregiment der Bayerischen Armee ein und avancierte Mitte September 1813 zum Unterleutnant. Als solcher nahm er 1813/15 an den Befreiungskriegen teil.
Nach dem Krieg wurde er Anfang März 1818 zum Topographischen Büro kommandiert, wo Brand bis Ende Mai 1832 zum Hauptmann II. Klasse aufstieg. Am 1. Januar 1832 folgte seine Versetzung zur Kommandantschaft Forchheim. Von Dezember 1832 bis März 1836 war Brand beurlaubt und gehörte während dieser Zeit der Griechenland-Expedition zur Unterstützung von König Otto an. Dafür erhielt er das Goldene Ritterkreuz des Erlöser-Ordens und das Denkzeichen für das Bayerische Hilfskorps. Nach seiner Rückkehr nach Bayern diente Brand zunächst wieder in seinem Stammregiment. 
Aufgrund seiner „ausgezeichneten Talente“ und „tiefen mathematischen Kenntnisse“, die er sich während seiner langjährigen Tätigkeit mit Auszeichnung im Topographischen Büro erworben hatte, forderte ihn Generalmajor Carl von Baur für den Dienst im Generalquartiermeisterstab an. Nach kritischen Stellungnahmen des Kriegsministers Franz Xaver von Hertling, einer Rückfrage von Ludwig I. und einem weiteren Schreiben Baurs genehmigte der König am 24. September 1837 den Antrag. Daraufhin wurde Brand am 30. März 1838 in den Generalquartiermeisterstab der Armee versetzt und am 25. Juni 1839 zum Major befördert. Unter Beförderung zum Oberstleutnant trat er mit der Versetzung in das 2. Artillerie-Regiment „Zoller“ am 18. Oktober 1844 in den Truppendienst zurück. Zugleich kommandierte man Brand als Referent der 3. Sektion in das Kriegsministerium. Daran schloss sich vom 4. Mai 1848 bis zum 30. Dezember 1850 eine Verwendung als Oberstkommandant im neugebildeten 3. Artillerie-Regiment (reitende Artillerie) in München an. Anschließend zum Generalmajor befördert, war Brand bis zum 29. November 1853 Kommandant der Festung Landau und wurde dann zum Generalquartiermeister der Armee ernannt. 
Während seiner Dienstzeit ließ er die Rekognoszierung des Raumes zwischen Iller–Donau–Lech und der Straße von Landsberg am Lech nach Memmingen im August/September 1854 durchführen. Die umfangreichen Ergebnisse wurden außerordentlich genau ausgewertet und in einem Band mit einem Umfang von 1146 Seiten zusammengefasst. Neben der Erarbeitung von verbesserten Ausbildungskonzepten für die Armee hatte Brand von seinen Vorgängern die Bearbeitung des Handbuches für den Dienst der Offiziere des Generalquartiermeisterstabes übernommen. Zur Weiterführung setzte er eine Kommission ein, die regelmäßig zu Sitzungen zusammenkam. Außerdem veranlasste er die Untersuchung und Darstellung der historischen Entwicklung des Generalquartiermeisterstabes. Daraus resultierte die Geschichte des königlich bayerischen Generalquartiermeister-Stabes. I. Teil: 1598–1856.
Nach knapp dreijähriger Verwendung wurde Brand am 6. August 1856 auf den nachgeordneten Dienstposten als Kommandant des Artilleriekorps in München versetzt. In dieser Eigenschaft unterstanden ihm die Artillerieberatungskommission, die drei Artillerieregimenter in München und Würzburg, die Zeughaushauptdirektion und die Gewehrfabrikdirektion in Amberg.
Am 1. Januar 1857 wurde Brand durch König Maximilian II. Joseph mit dem Ritterkreuz des Verdienstordens der Bayerischen Krone und am 1. August 1858 aus Anlass seines 50-jährigen Dienstjubiläums mit dem Ehrenkreuz des Ludwigsordens ausgezeichnet. Mit Armee-Befehl vom 27. April 1859 erfolgte seine Beförderung zum  Generalleutnant. Nachdem er für sein Wirken am 1. Januar 1861 das Komtur des Verdienstordens vom Heiligen Michael erhalten hatte, wurde Brand auf sein Gesuch hin am 12. Dezember 1862 unter Anerkennung „seiner langjährigen, mit Treue und Hingabe geleisteten Dienste in den wohlverdienten Ruhestand“ versetzt.

### Familie
Brand hatte sich am 4. Dezember 1826 in Regnitzlosau mit Karoline Freiin von Reitzenstein (1803–1872) verheiratet. Aus der Ehe gingen folgende Kinder hervor:
- Theresia (1831–1914) ⚭ 1853 Maximilian von Gumppenberg (1825–1916), bayerischer Generalleutnant
- Luise (* 1837) ⚭ 1861 Friedrich von Hellingrath (1826–1896), bayerischer Generalleutnant und Chef des Gendarmeriekorps
- Philipp (1841–1918), bayerischer Generalmajor ⚭ Anna Freiin Reisner von Lichtenstern (1843–1880)
- Karl (1843–1908), bayerischer Zollinspektor ⚭ 1873 Alice Morcel (* 1858)